# Télécom SudParis

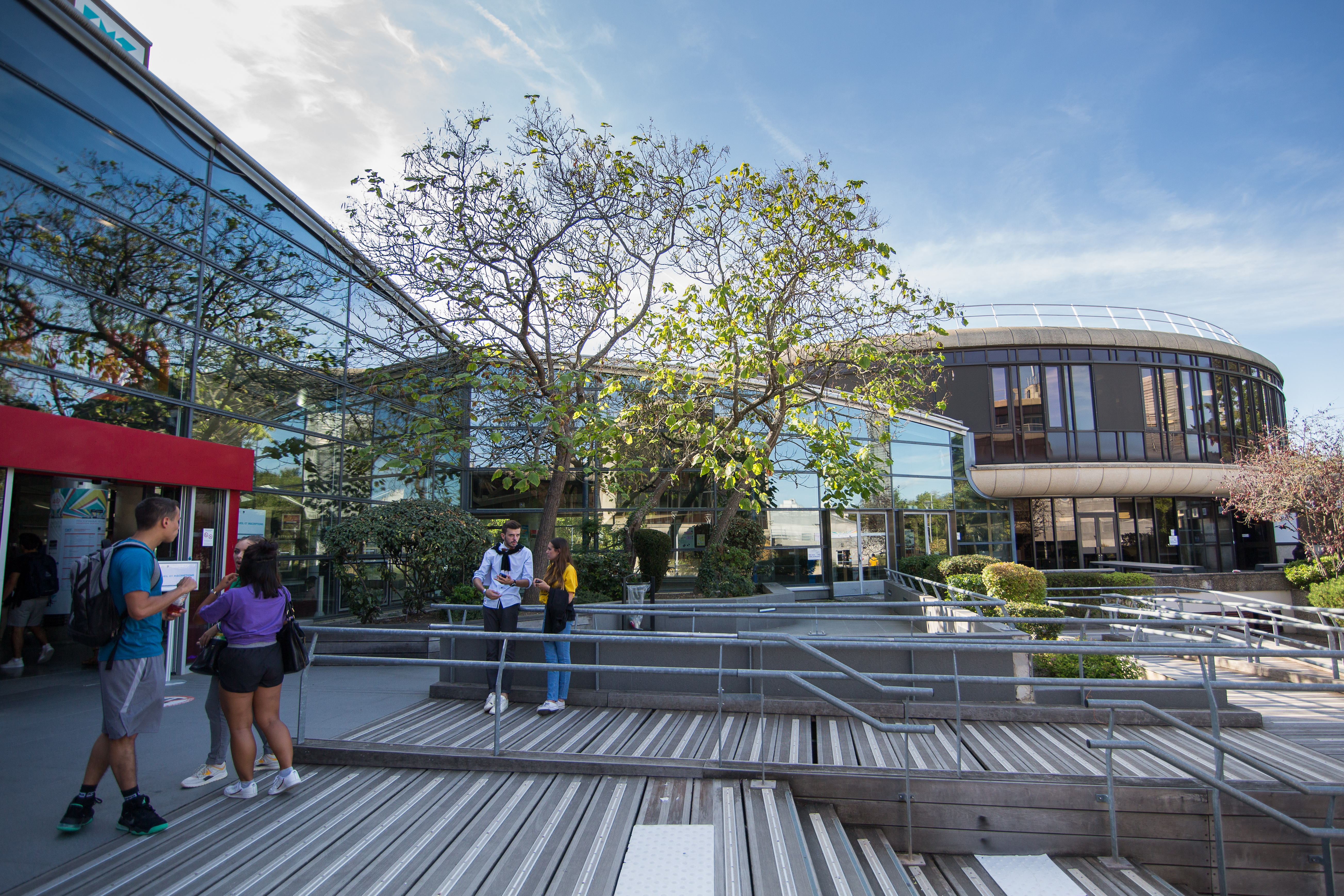
Forum Télécom SudParis (2020)

Télécom SudParis (ehemals „Télécom INT“) ist eine französische Hochschule, die Ingenieure im Bereich der Informations- und Kommunikationstechnik ausbildet. Sie gehört zu dem „Institut Mines-Télécom“.

## Geschichte
Télécom SudParis wurde im Jahre 1979 in Évry gegründet und war zunächst nur als Fort- und Weiterbildung für die Mitarbeiter konzipiert. Danach wurden erste Formen der Ingenieursausbildung erstellt und praktiziert. Im Jahr 1996 wurde die Schule in Telecom INT umbenannt und 2008 wurde die Schule zur Telecom SudParis als eine der Telekommunikations-Schulen. Heute (2012) gibt es 2.000 Studenten und 150 Unterrichtende.

## Internationalität
Die Hochschule hat 110 Partner-Universitäten mit 13 Double-Degree Abkommen. Auf dem Campus halten sich 50 Nationalitäten auf. Es werden 9 Sprachen unterrichtet, darunter Französisch als Fremdsprache (Englisch, Deutsch, Spanisch, Russisch, Italienisch, Japanisch, Arabisch, Chinesisch). Es gibt 30 % ausländische Studierende und 32 % internationale Lehrer.